# Csőke Katalin
Csőke Katalin, Tóthné (Fegyvernek, 1957. július 1. – 2017. augusztus 10.[forrás?]) magyar diszkoszvetőnő, olimpikon.

## Sportpályafutása
Fegyverneken az általános iskolában Fenyődi Miklós testnevelő  hatására kezdett atletizálni. Az 1969-es úttörőolimpián 500 méteres futásban lett második. 1971-ben a Tiszafüredi Kossuth Gimnázium tanulója lett. Itt váltott a dobószámokra. Edzője Galambos Sándor volt.
1974 augusztusában a Csepel SC versenyzője lett. A felkészülését id. Saskői Alfonz irányította. Az 1975-ös athéni ifjúsági atlétikai Európa-bajnokság ezüstérmese volt. 1977 júliusában térdműtéten esett át. 1980 júniusában magyar csúcsot ért el 63,20 méterrel. Olimpikonként az 1980. évi nyári olimpiai játékokon Moszkvában képviselte Magyarországot, de nem jutott a döntőbe. 1982-ben súlyosan megsérült, majd gyermeket szült. 1987-ben a BVSC-hez igazolt. 1990-től 1994-ig a Testvériség atlétája volt. 1995-ben a Bp. Erőmű színeiben versenyzett. 1999-ben a BEAC versenyzője lett. 1977-től 1999-ig volt a válogatott keret tagja

## Eredményei
diszkoszvetés
- Ifjúsági Európa-bajnokság
  - ezüstérmes (1975)
- magyar bajnokság
  - aranyérmes: 1979, 1992, 1993, 1994, 1995, 1996, 1997
  - ezüstérmes: 1980, 1982, 1989, 1990, 1991, 1998, 1999
  - bronzérmes: 1978, 1981, 2000

### Rekordjai
- 51,34 m (1975. április 26., Budapest) ifjúsági magyar csúcs[9]
- 51,50 m (1975. augusztus 8, Budapest) ifjúsági magyar csúcs[10]
- 58,34 m (1977. június 19., Budapest) utánpótlás magyar csúcs[11]
- 63,20 m (1980. június 4., Budapest) magyar csúcs[12]

Legjobb eredményei évenként
- 1975: 51,50 m (magyar ranglista: 8.)[13]
- 1976: 54,64 m (4.)[14]
- 1977: 58,34 m (2.)[15]
- 1978: 58,20 m (2.)[16]
- 1979: 60,84 m (2.)[17]
- 1980: 63,20 m (1.)[18]
- 1981: 58,58 m (5.)[19]
- 1982: 60,06 m (2.)[20]
- 1983: 52,05 m (7.)[21]
- 1985: 56,74 m (4.)[22]
- 1986: 58,28 m (5.)[23]
- 1987: 58,26 m (3.)[24]
- 1988: 56,00 m (4.)[25]
- 1989: 57,63 m (2.)[26]
- 1990:
- 1991: 55,94 m (2.)[27]
- 1992: 57,48 m (1.)[28]
- 1993:
- 1994: 56,48 m  (1.)[29]
- 1995: 56,22 m  (1.)[30]
- 1996: 57,24 m  (1.)[31]
- 1997:
- 1998: 54,67 m (2.)[32]
- 1999:
- 2000: 49,23 m (4.)[33]

## Díjai, elismerései
- Az év magyar ifjúsági atlétája (1975)[34]
- Az év magyar ifjúsági sportolónője választás, harmadik helyezett (1975)[35]